# تپه شماره ۲ نریشم
تپه شماره ۲ نریشم مربوط به هزاره اول قبل از میلاد است و در شهرستان دامغان، روستای نریشم واقع شده و این اثر در تاریخ ۶ آذر ۱۳۷۸ با شمارهٔ ثبت ۲۴۷۶ به‌عنوان یکی از آثار ملی ایران به ثبت رسیده است.